# JMCAD

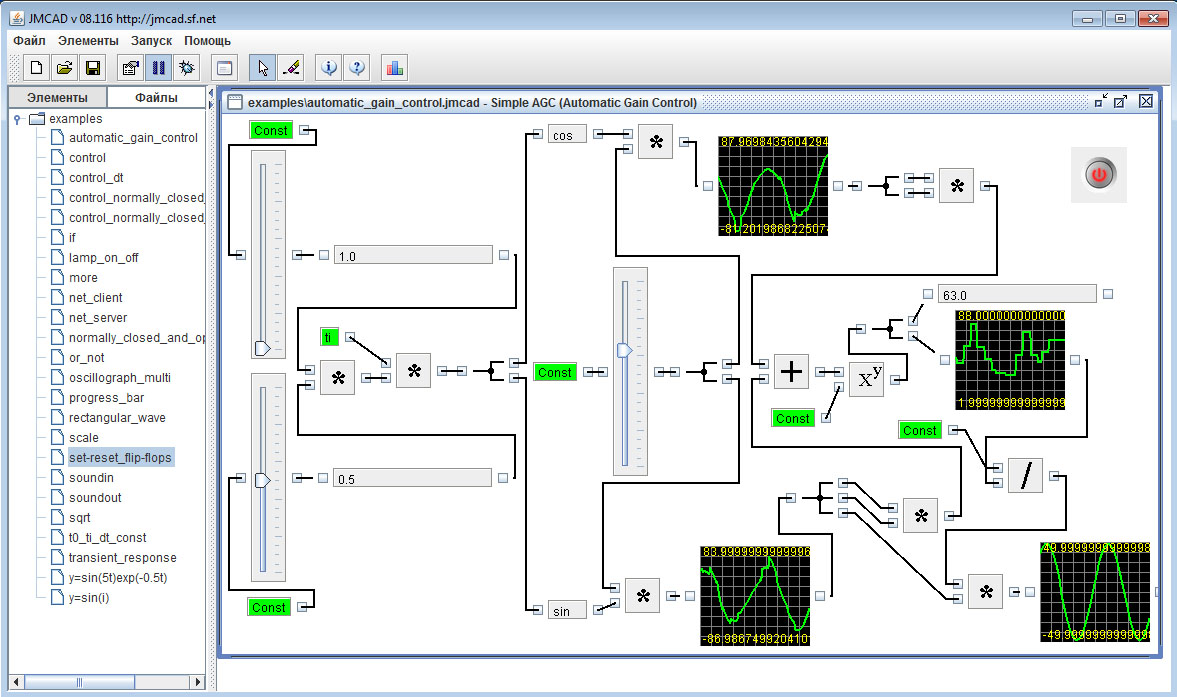
Создание и редактирование моделей

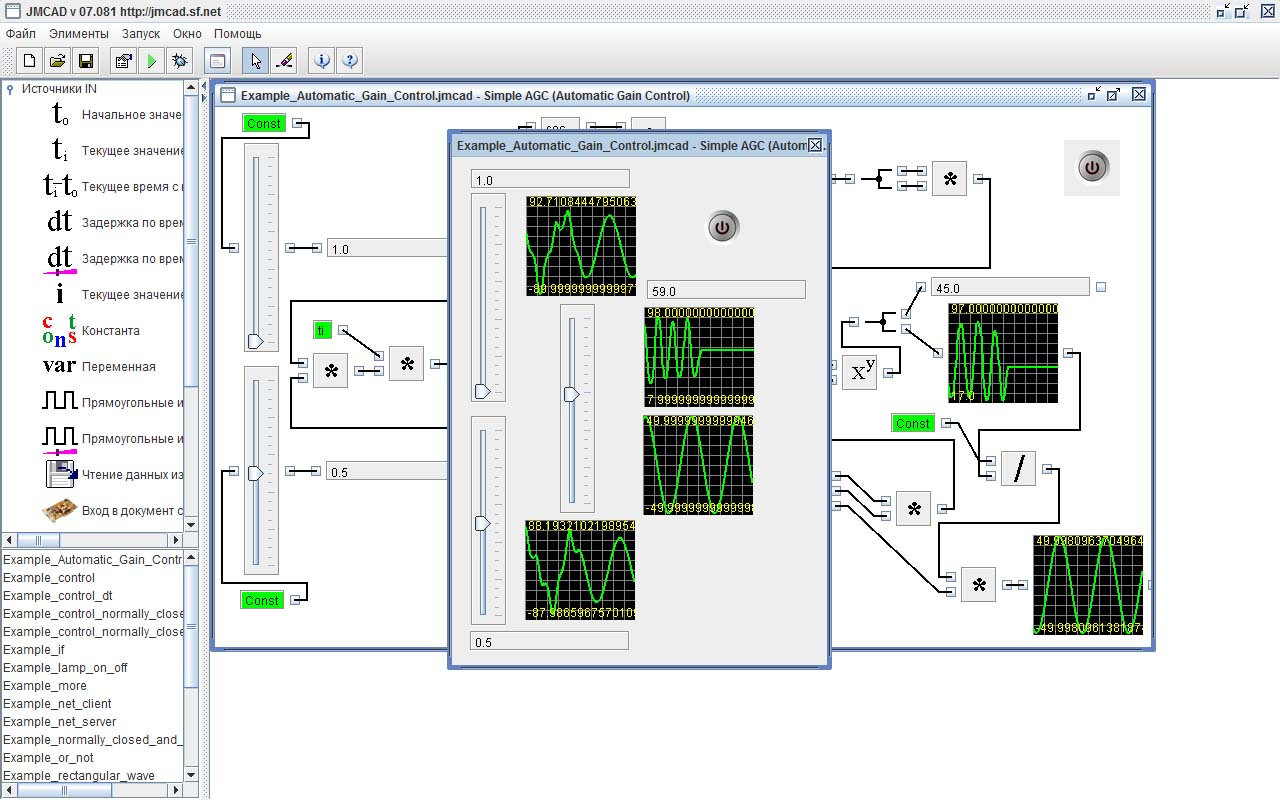
Запуск модели в режиме работы

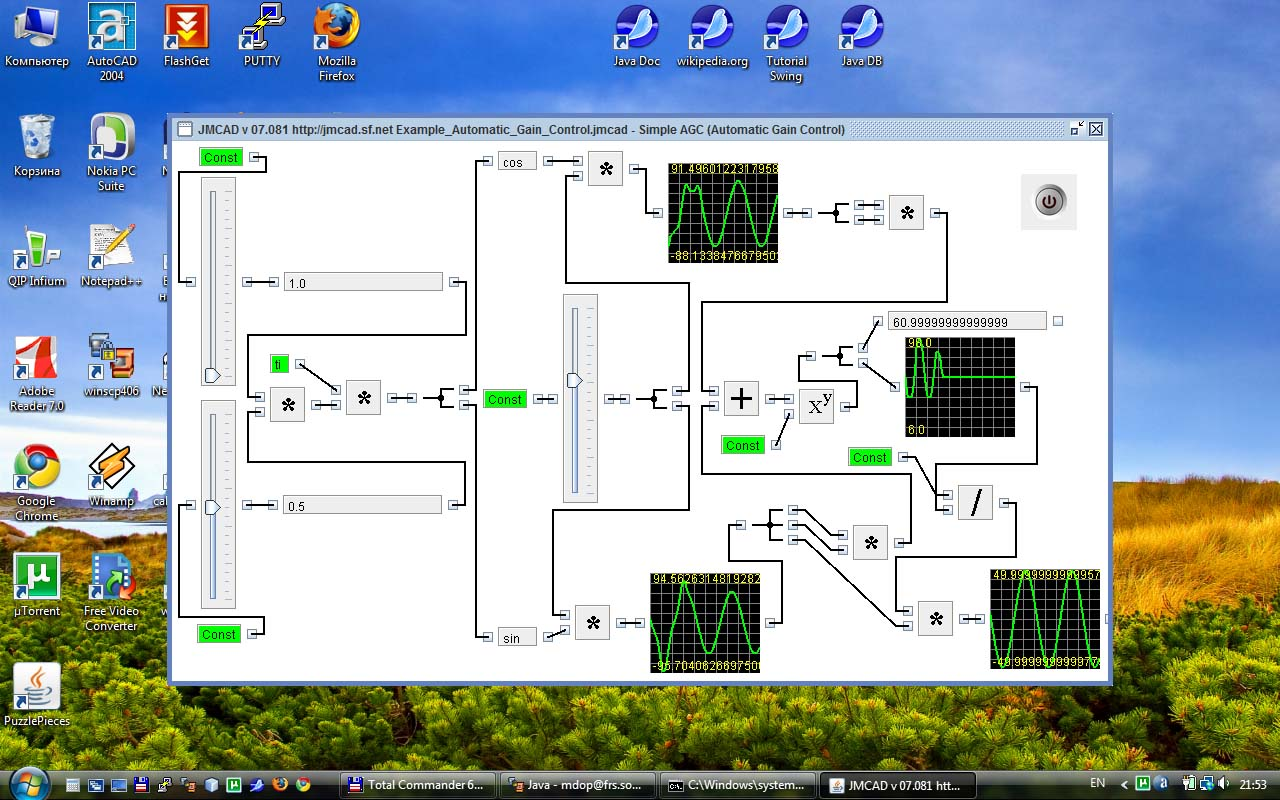
Запуск модели JMCAD через командную строку с помощью параметра -single или используя модуль JMCADRTS для запуска модели в режиме работы

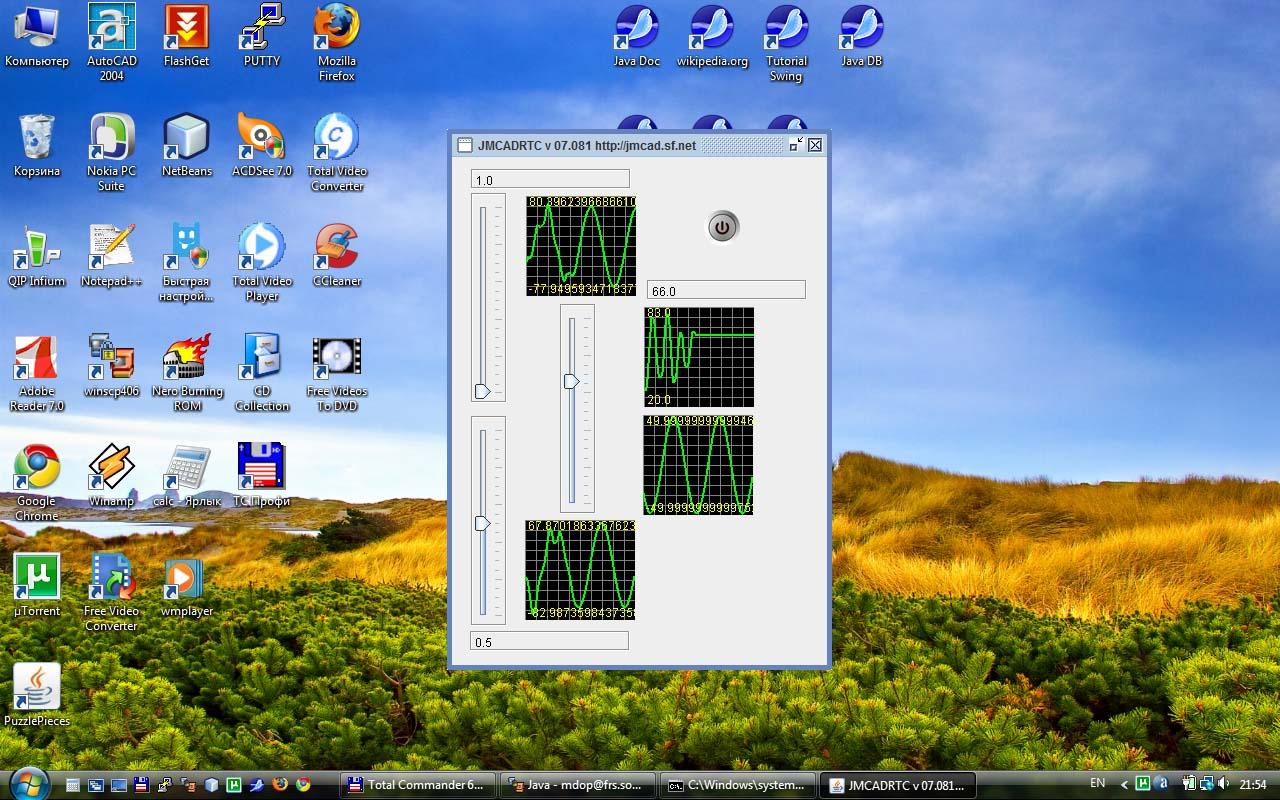
Запуск интерфейса контроля модели используя модуль JMCADRTC

JMCAD (JMCADRTS, JMCADRTC) — это программный комплекс для моделирования и симуляции (анализа динамики и проектирования) сложных динамических систем.

## Описание
JMCAD  является альтернативой таким программным продуктам, как Simulink, VisSim, МВТУ и др. Включает в себя редактор структурных схем,  библиотеку типовых блоков и встроенный язык программирования, позволяющие наглядное представление и реализацию моделей различной степени сложности. Применяется для проектирования систем автоматического управления, следящих приводов и роботов-манипуляторов, тепловых энергетических установок, а также для решения нестационарных краевых задач (теплопроводность, гидродинамика и др.).
Широко используется в учебном процессе, позволяя моделировать различные явления в физике, электротехнике, в динамике машин и механизмов и т.д. Может функционировать в кластерах, в том числе и в режиме удаленного доступа к технологическим и информационным ресурсам.
Программный комплекс поддерживает локализацию интерфейса на  различные языки, снабжён обширной документацией.
Является открытой системой с исходными текстами ядра, библиотек и с полной документацией и набором демонстрационных примеров. В состав комплекса входят модули для обеспечения максимальной производительности и контроля в реальном времени (JMCADRTS, JMCADRTC).

Написан на языке Java и является кроссплатформным, может быть использован в таких операционных системах, как Windows, Linux, Solaris, Unix и т.д..

## Применение
Программный комплекс JMCAD реализует следующие режимы работы:

- МОДЕЛИРОВАНИЕ, обеспечивающий:

1. моделирование процессов в непрерывных, дискретных и гибридных динамических системах, в том числе и при наличии обмена данными с внешними программами и устройствами;
2. редактирование параметров модели в режиме «on-line»;
3. расчет в реальном времени или в режиме масштабирования модельного времени;
4. рестарт и воспроизведение результатов моделирования;
5. динамическую обработку сигналов.

- ОПТИМИЗАЦИЯ, позволяющий решать задачи:

1. минимизации (максимизации) заданных показателей качества;
2. нахождения оптимальных параметров проектируемой системы в многокритериальной постановке при наличии ограничений на показатели качества и оптимизируемые параметры.

- АНАЛИЗ, обеспечивающий:

1. расчет и построение характеристик статических и динамических систем;
2. расчет передаточных функций;
3. визуализацию результатов анализа статически и динамически.

- СИНТЕЗ, позволяющий конструировать регуляторы:

1. по заданным желаемым частотным характеристикам;
2. по заданному расположению доминирующих полюсов.

- КОНТРОЛЬ И УПРАВЛЕНИЕ, позволяющий создавать виртуальные прототипы:

1. пультов управления с измерительными приборами и управляющими устройствами;
2. мнемосхем с мультимедийными и анимационными эффектами.

К достоинствам JMCAD относятся:

- открытость за счет с использованием языка Java и реализации нескольких механизмов обмена данными с внешними программами;
- возможность использовать в различных операционных системах (Windows, Linux, Solaris, Unix и т.д.);
- простота построения сложных моделей благодаря использованию вложенных структур, векторизации сигналов и алгоритмов типовых блоков, удобным средствам задания параметров и уравнений;
- эффективные численные методы;
- большое число обучающих и демонстрационных примеров с подробными комментариями.